# Gerben Karstens
Gerben Karstens, född 14 januari 1942 i Voorburg, död 8 oktober 2022, var en nederländsk tävlingscyklist.
Karstens blev olympisk guldmedaljör i lagtempoloppet vid sommarspelen 1964 i Tokyo.